# Adayazı, Emirdağ
Adayazı là một thị trấn thuộc huyện Emirdağ, tỉnh Afyonkarahisar, Thổ Nhĩ Kỳ. Dân số thời điểm năm 2011 là 605 người.